# Dos mil dólares por Coyote
Dos mil dólares por Coyote ist ein Italowestern spanischer Produktion aus dem Jahr 1965, der im deutschsprachigen Raum nicht aufgeführt wurde. In Italien und England erhielt er eine Vermarktung als Django-Film.

## Inhalt
Eine Gruppe Banditen verübt einen brutalen Überfall unter der Führung von Sonora auf die Bank von Cold Springs. Zur Bande gehört auch Jimmy Patterson, der von seiner Frau angestachelt mitgewirkt hat. Sam Foster setzt sich auf die Fährte der Gruppe; er liebt die Schwester Jimmys und stöbert die Bande in ihrem Versteck auf. Jimmy hilft Sam, die Bande auszuhebeln, jedoch wird das durch die Intervention Ritas vereitelt, Sam gefangen genommen und Jimmy getötet. Sam kann sich befreien und Sonora besiegen.

## Kritik
- „Unbemerkenswerter Film, in Story und Darstellung gleichermaßen uninteressant“ urteilt www.spaghettiwestern.net[1]

- „Der Film beginnt ganz okay, aber nach 20 Minuten sinkt er zum Grunde der Langeweile“ sagt Tom Betts in Western all'Italiana.

## Bemerkungen
Ein englischer Titel des Filmes ist auch Ballad of a bounty hunter, was oftmals zur Verwechslung mit Fedra West führt, der auch eine Auswertung mit diesem Titel erhielt und in dem derselbe Hauptdarsteller spielt.